# Vižovlje
Vižovlje is een plaats in de gemeente Veliko Trgovišće in de Kroatische provincie Krapina-Zagorje. De plaats telt 281 inwoners (2001).